# 325-й танковий полк (Україна)
325 танковий Чаплинсько-Будапештський орденів Червоного Прапора, Суворова, Кутузова і Богдана Хмельницького полк (325 ТП, в/ч А1638) — розформований підрозділ танкових військ Сухопутних військ Збройних сил України. За організаційно-штатною структурою входив до складу 30-ї танкової дивізії 8-го армійського корпусу Північного оперативного командування.
На озброєнні полку знаходились танки Т-72.

## Історія
Частина розпочала свою історію з моменту формування в серпні 1941 року 3-ї окремої танкової бригади на основі частин 37-ї танкової дивізії. Бойове хрещення бригада отримала в боях під Полтавою.
В 2002 році стало відомо про створення до 2003 року на базі дивізії 30-ту окрему танкову бригаду, з певною кількістю особового складу, що передбачало розформування низки частин, зокрема 325-го танкового полку. Станом на вересень 2002 року лише близько 10% офіцерів цього полку все ще не були переведені на нові місця служби. Очікувалось, що після проведення організаційних заходів він буде виведений зі складу 30-ї танкової дивізії. Військове містечко полку залишилось власністю Міністерства оборони.

## Командири
- полковник Ган Б.Б.

- полковник Шишацький О.Л.;

## Озброєння
В 1991 році на озброєнні полку знаходились:
- 67 танків Т-72;
- 10 БМП (8 БМП-2 та 2 БРМ-1К);
- 2 БТР-70;
- 4 міномети ПМ-38;
- 4 РХМ «Кашалот»;
- 1 машина технічної допомоги;
- 3 командно-штабних машин Р-145БМ;
- 3 мостоукладчики МТУ-20.